# グンダ・ニーマン＝シュティルネマン
グンダ・ニーマン＝シュティルネマン（Gunda Niemann-Stirnemann, 1966年9月7日 - ）は、ドイツのテューリンゲン州ゾンダースハウゼン出身の元スピードスケート選手。
旧姓はクレーマン(Kleemann)で、1991年に結婚してニーマンとなった。その後1995年に離婚するが、ニーマン姓を使いつづけた。1997年に長年ニーマンのマネージャーをしていたスイス人男性と再婚した際に、ニーマン・シュティルネマンに改姓した。
主にエアフルトで過ごした。1990年のドイツ再統一までは東ドイツでスケートをしていた。
ニーマンは長い間、女子スピードスケート界の女王として君臨し、1988年から1998年までの4回の冬季オリンピック全てに出場して8個のメダル（金3、銀4、銅1）を獲得した。そして、1991年から1999年の9年間の間、1994年を除く8回、世界オールラウンド選手権で優勝した。
ISUワールドカップで98勝し、19回ワールドカップタイトルを取っている。またヨーロッパ選手権でも8回優勝した。
ニーマンは2001年に娘を生むためいったんスピードスケートから離れた。後に復帰したニーマンは2006年トリノオリンピック出場を狙っていたが、負傷したため2004-05シーズンを棒に振ってしまった。2005年10月末、ドイツ選手権の数日前にニーマンは引退を表明した。

## 世界記録
- ニーマンは、18個の世界記録を打ち立てている。

| 距離         | 結果    | 年月日         | 場所               |
| ------------ | ------- | -------------- | ------------------ |
| 3,000 m      | 4:10.80 | 1990年12月9日  | カルガリー         |
| 5,000 m      | 7:13.29 | 1993年12月6日  | ハマール           |
| スモール複合 | 167.282 | 1994年1月9日   | ハマール           |
| 3,000 m      | 4:09.32 | 1994年3月25日  | カルガリー         |
| 5,000 m      | 7:03.26 | 1994年3月26日  | カルガリ           |
| スモール複合 | 165.708 | 1997年2月16日  | 長野               |
| 3,000 m      | 4:07.80 | 1997年12月7日  | ヘーレンフェイン   |
| 3,000 m      | 4:05.08 | 1998年3月14日  | ヘーレンフェイン   |
| スモール複合 | 163.020 | 1998年3月15日  | ヘーレンフェイン   |
| 3,000 m      | 4:01.67 | 1998年3月27日  | カルガリー         |
| 5,000 m      | 6:58.63 | 1998年3月28日  | カルガリー         |
| 5,000 m      | 6:57.24 | 1999年2月7日   | ハマール           |
| スモール複合 | 161.479 | 1999年2月7日   | ハマール           |
| 5,000 m      | 6:56.84 | 2000年1月16日  | ハマール           |
| 3,000 m      | 4:00.51 | 2000年1月30日  | カルガリー         |
| 5,000 m      | 6:55.34 | 2000年11月25日 | ヘーレンフェイン   |
| 3,000 m      | 4:00.26 | 2001年2月17日  | ハマール           |
| 5,000 m      | 6:52.44 | 2001年3月10日  | ソルトレイクシティ |

## 自己ベスト
これらの記録のうち、WRと最後にあるものは当時の世界記録である。
| 距離           | 結果     | 年月日         | 場所                 | WR      |
| -------------- | -------- | -------------- | -------------------- | ------- |
| 500 m          | 40.34    | 1999年2月6日   | ハマール             | 37.55   |
| 1,000 m        | 1:20.57  | 2000年11月13日 | ベルリン             | 1:14.61 |
| 1,500 m        | 1:55.62  | 2001年3月4日   | カルガリー           | 1:55.50 |
| 3,000 m        | 4:00.26  | 2001年2月17日  | ハマール             | 4:00.51 |
| 5,000 m        | 6:52.44  | 2001年3月10日  | ソルトレイクシティ   | 6:55.34 |
| 10,000 m       | 14:22.60 | 1994年3月27日  | カルガリー           | none    |
| スモール複合   | 161.479  | 1999年2月7日   | ハマール             | 163.020 |
| ミニ複合       | 169.385  | 1994年2月6日   | バゼルガ・ディ・ピネ | 166.682 |
| スプリント複合 | 165.255  | 1999年1月17日  | コッラルボ           | 151.690 |